# Олчей-оол Монгуш
Олчей-оол Монгуш (22 грудня 1934 — 31 березня 1996) — тувинський поет і письменник. Заслужений працівник культури Туви.
Народився в місцевості Ак-Хем (нині в Чаа-Хольському районі Республіки Тива). У 10 років у результаті нещасного випадку став інвалідом. Керував тувинським літературним об'єднанням «Хвилі Улуг-Хема».
Перші твори Олчей-оола були опубліковані в 1953 році. У 1966—1996 роках вийшли його поетичні збірки «Чаа-Хол при місячному світлі», «Вірші», «Стежки», «Святиня», «Вік», «Рідне зимовище», «Сутичка», «Душа людини», «Людина Тива», «Пісня душі». З прозових творів Олчей-олла відомі збірки оповідань «Розповіді дідуся Хоореера» і «Незнайомі племінники».
Олчей-оол перевів тувинською мовою ряд творів П. У. Бровки, Р. Гамзатова, С. Єсеніна, А. А. Прокоф'єва, Т. Г. Шевченка.